# لیلا مصطفی

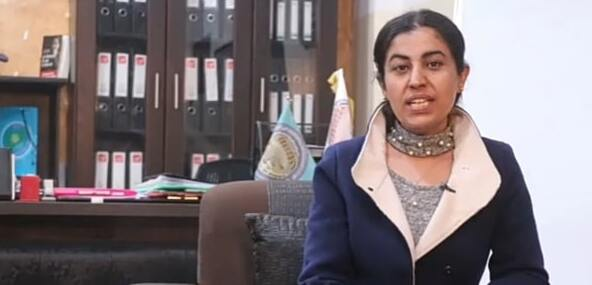
لیلا مصطفی

لیلا مصطفی (متولد ۱۲ سپتامبر ۱۹۸۸) یکی از رئیسان شورای شهر رقه، سوریه است که از آوریل ۲۰۱۷ تحت کنترل مشترک اعراب و کردها قرار دارد.

## زندگی و تحصیل
لیلا مصطفی قبل از جنگ داخلی سوریه در رشته مهندسی عمران تحصیل کرده‌است. در سال ۲۰۱۳، شورشیان از ارتش آزاد سوریه و جبهه النصره کنترل رقه را در دست گرفتند و سپس داعش در سال ۲۰۱۴ وارد رقه شد، که باعث شد لیلا همراه با خانواده‌اش فرار کند و با قاچاقچیان به الحسکه برود.